# Johannes Osthusen
Johannes Osthusen (* um 1425 in Erfurt; † 1. September 1506 in Lübeck) war ein deutscher Jurist, Syndicus der Hansestadt Lübeck und Domherr am Lübecker Dom.

## Leben
Osthusen war Sohn des gleichnamigen Erfurter Kaufmanns und Ratsherren († vor 1463). Er studierte ab 1442 an der Universität Erfurt, wurde dort 1452 Magister artium, danach Rechtswissenschaften. Er schloss das Studium 1458 als Bakkalaureat beider Rechte ab. 1455 bis 1465 war er Kollegiat des Collegiums beatae Mariae virginis. 1463 wurde er Lizenziat und Doktor beider Rechte.
1465 wurde er in Lübeck Nachfolger des an der Pest verstorbenen Syndicus Simon Batz, der ebenfalls in Erfurt studiert hatte und auch Rektor der Universität gewesen war. Er trat dies Amt im April 1466 an. Als Syndicus vertrat er die Interessen Lübecks und der Hanse auch diplomatisch, einmal auf den Reichstagen, andererseits gegenüber den Fürstenhöfen in der Umgebung der Stadt wie auch in den Königreichen Dänemark und Schweden. 1467 bewirkte er die Wiedereinsetzung des abgesetzten Wismarer Bürgermeisters Peter Langjohann in sein Amt. Er erreichte 1470 am Hof von Kaiser Friedrich III. die Alleinzuständigkeit des Reichskammergerichts für Angelegenheiten der reichsfreien Stadt Lübeck, also den Ausschluss aller konkurrierenden Gerichtsbarkeiten im Reich, und wurde während dieser einjährigen Mission vom Kaiser zum Hofpfalzgraf erhoben.

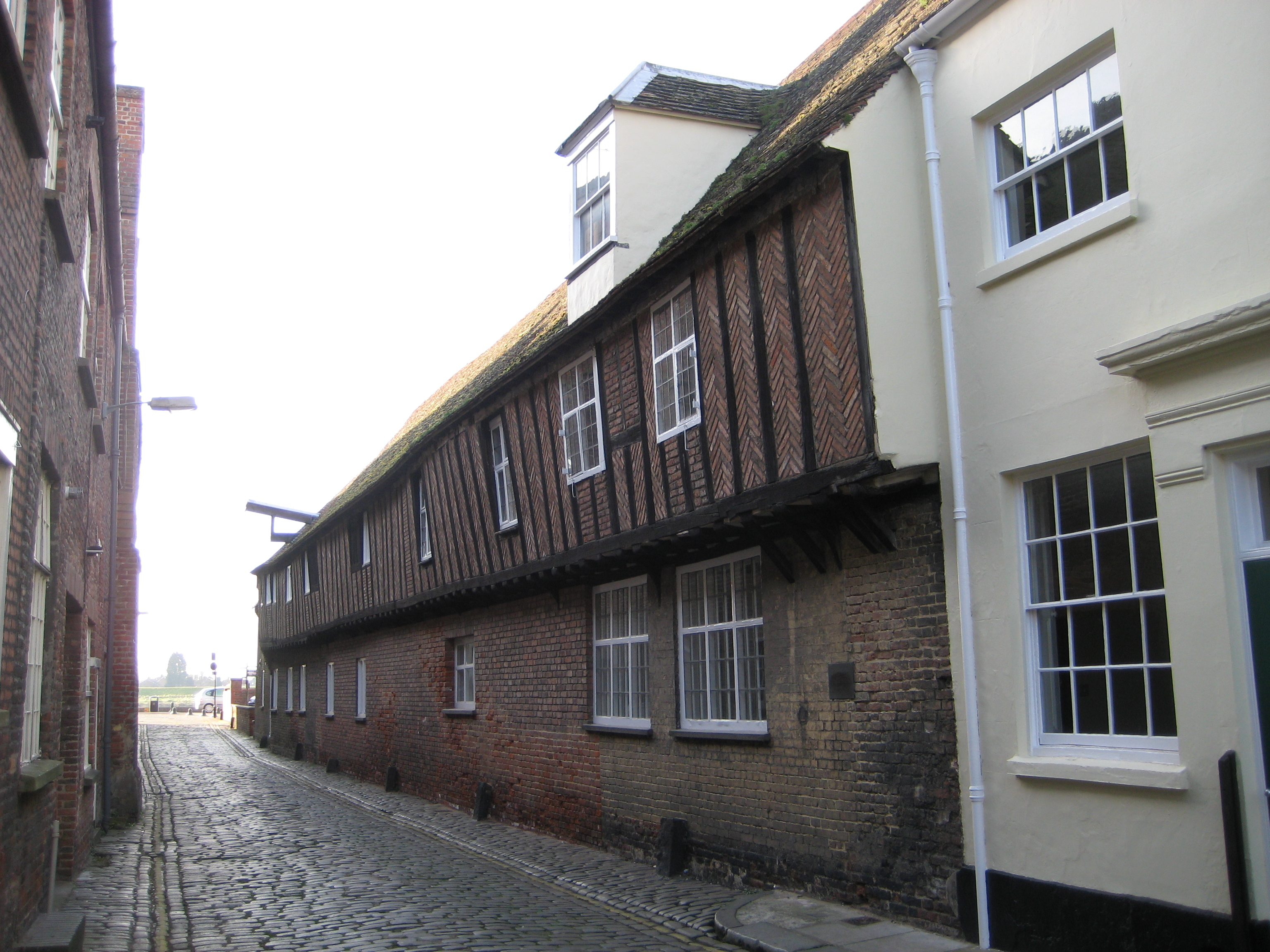
Hansekontor in King’s Lynn, einziges erhaltenes Hansegebäude in England

Er war eine der zentralen Persönlichkeiten in den Verhandlungen um den Frieden von Utrecht (1474), wo er mit dem Lübecker Bürgermeister Hinrich Castorp und dem Hamburger Bürgermeister Hinrich Murmester ein für die Hanse insgesamt sehr günstiges Ergebnis erzielte, das die Rechte am Londoner Hansekontor Stalhof und den Faktoreien in Boston (Lincolnshire) und King’s Lynn sicherte, alte Privilegien bestätigte und eine hohe Entschädigungssumme beinhaltete.
Papst Sixtus IV. ernannte ihn 1475 zum Lübecker Domherren. An der Lübecker Marienkirche erhielt er um 1476/77 die Stelle des Plebans (erste Pfarrstelle). Er war seit 1490 Thesaurar des Lübecker Domkapitels.
Als Syndicus wurde er von 1486 bis 1491 von dem aus Rostocker Diensten übergetretenen Syndicus Albert Krantz zeitweilig unterstützt. 1495 wurde Mattheus Packebusch weiterer Lübecker Syndicus.
Osthusen wurde im Lübecker Dom bestattet. Der 1496 ernannte zweite Lübecker Ratssekretär und Lübecker Domherr Henning Osthusen († 1530) war vermutlich sein Neffe.
Er stiftete 1468 der Marienkirche eine Bibliothek als Memoria zu seinem Seelenheil, deren Bücher 1619 zusammen mit denen der anderen Hauptkirchen (mit Ausnahme des Doms) und der Ratsbibliothek den Grundstock der Stadtbibliothek bildeten.